# Hagyatéki eljárás
A hagyatéki eljárás az az eljárás, amelynek célja, hogy közhitelesen tanúsítsa az örökös örökösi minőségét, és közhitelesen átadja az örökösnek a hagyatékot. Más szavakkal, a hagyatéki eljárás a meghalt személy vagyonában történő jogutódlást állapítja meg és igazolja.  A hagyatéki eljárásra a nemperes eljárás szabályai megfelelően alkalmazandók.
Magyarországon a hagyatéki eljárás lefolytatására az elhunyt utolsó lakóhelye szerinti, a halál időpontja által behatárolt közjegyző jogosult. (Egyes külföldi jogokban a hagyatéki eljárás lefolytatására ú.n. hagyatéki bíróságok jogosultak.)

## Története Magyarországon
Az 1950-es évek végétől a hagyatéki eljárás lefolytatásában nagy szerep jutott az állami közjegyzőknek. A hagyatéki eljárást 1958-tól éveken át igazságügy-miniszteri rendelet, tehát a törvénynél sokkal alacsonyabb szintű jogszabály szabályozta.

## Az eljárás célja
Az eljárás célja, hogy az örökléssel kapcsolatos valamennyi kérdés jogvita nélkül rendeződjék és ehhez az érdekeltek a kellő jogi tájékoztatást megkapják.  A hagyatéki eljárásban megállapításra kerül az örökhagyó ingatlan és ingó vagyona, a vagyont terhelő tartozások mértéke, továbbá az, hogy a vagyont mely örökösök, milyen arányban és milyen jogcímen öröklik meg. Hagyatéki vagyon hiányában, ha az örökösöknek kizárólag az örökösi minőségük igazolására van szükségük, a közjegyző öröklési bizonyítványt ad ki.

## A tárgyalás előkészítése
Az örökhagyó halálának bejelentése után a hagyatéki vagyon fekvése szerint illetékes jegyző gondoskodik a hagyaték leltározásáról. A belföldi ingatlant minden esetben, az ingóságokat jogszabályban megállapított értékhatár felett veszik leltárba. A hagyatéki leltár elkészítése után a hagyatéki eljárást a közjegyző hivatalból v. kérelemre indítja meg. Összegyűjti az eljárás lefolytatásához szükséges adatokat  és iratokat (pl. végrendelet, kitűzi a hagyatéki tárgyalást, amelyre megidézi az örökösöket, valamint az egyéb érdekelteket (pl. végrendeleti végrehajtó, hagyatéki hitelező).
A közjegyző előtt folyó eljárás főbb feladatai: a hagyaték átadásához szükséges tényállás felderítése, annak megállapítása, hogy miből áll a hagyaték, kik és milyen címen öröklik (az öröklés jogcímei) azt; szükség esetén a felmerülő jogi kérdésekben a feleknek megfelelő felvilágosítás nyújtása.

## A tárgyalás  és a hagyatékátadó végzés
A hagyatéki tárgyaláson a közjegyző megállapítja, hogy kik és milyen jogcímen tartanak igényt  a hagyatékra. Az örökösök a közjegyző előtt egyezséget köthetnek. A hagyatéki eljárás  befejezéseként a közjegyző végzéssel határoz a hagyaték átadásáról. A hagyatéki eljárásban hozott hagyatékátadó végzés lehet teljes és ideiglenes hatályú. Ideiglenes hatályú akkor, ha a felek közötti vitát egyezséggel nem sikerült rendezni. A vita eldöntésére ilyen esetben csak bíróság hivatott."